# Derys trujący
Derys trujący (Paraderris elliptica) – gatunek rośliny z rodziny bobowatych. Pochodzi z Azji (Indie, Indochimy, Bangladesz, Malezja), jest też uprawiany w niektórych innych rejonach świata o klimacie tropikalnym.

## Morfologia
Jest to pnącze o liściach długoogonkowych nieparzysto złożonych. Kwiat motylkowy zebrany w luźnych groniastych kwiatostanach. Owoc długi i cienki strąk. 

## Znaczenie
Korzeń rośliny zawiera rotenon, który wykorzystywany jest jako środek owadobójczy. Niekiedy roślina uprawiana na nawóz zielony.